# Hartmanice (České Budějovice-i járás)
Hartmanice település Csehországban, a České Budějovice-i járás>ban. Hartmanice Žimutice, Dolní Bukovsko, Zálší és Hodětín településekkel határos. Lakosainak száma 196 fő (2024. január 1.).

## Népesség
A település lakosságának változását az alábbi diagram mutatja:
| Lakosok száma | 298  | 281  | 289  | 202  | 186  | 185  | 185  | 185  | 188  | 196  |
|               | 1869 | 1890 | 1921 | 1950 | 1980 | 2001 | 2017 | 2019 | 2022 | 2024 |